# Lom Vršany
Lom Vršany je hnědouhelný povrchový lom nacházející se v severočeské hnědouhelné pánvi. Na okraji lomu se nacházejí obce Strupčice, Vysoké Březno, Malé Březno. V lokalitě těží Vršanská uhelná, která patří do skupiny Sev.en. Většina produkce směřuje do elektrárny Počerady patřící do stejné skupiny. Provozovatel lomu má povolení na těžbu do roku 2052.

## Historie
Otvírka lomu Vršany byla zahájena v roce 1978 prvotní skrývkou. V roce 1982 bylo vytěženo první uhlí a během čtyř let se lom Vršany přehoupl přes hranici šesti milionů tun uhlí.
V následujících letech se těžba uhlí pohybovala v rozmezí 6,5 až 7,7 milionů tun průmyslových směsí uhlí v rozmezí výhřevnosti 8,5 až 13 MJ/kg.
Při těžbě byly zbourány obce Vršany a Bylany. Těžba také přerušila Luční potok.
Na začátku devadesátých let 20. století se začaly přibližovat porubní fronty lomu Vršany a lomu Jan Šverma. Provedené vyhodnocení ukázalo, že dává větší smysl pohlcení dolu Jan Šverma dolem Vršany než naopak. Postupně tak došlo k jejich prostorovému i provoznímu propojení a lom Jan Šverma přestal existovat jako samostatný celek. Celý proces probíhal mezi lety 1995 a 2012.

## Ložisko

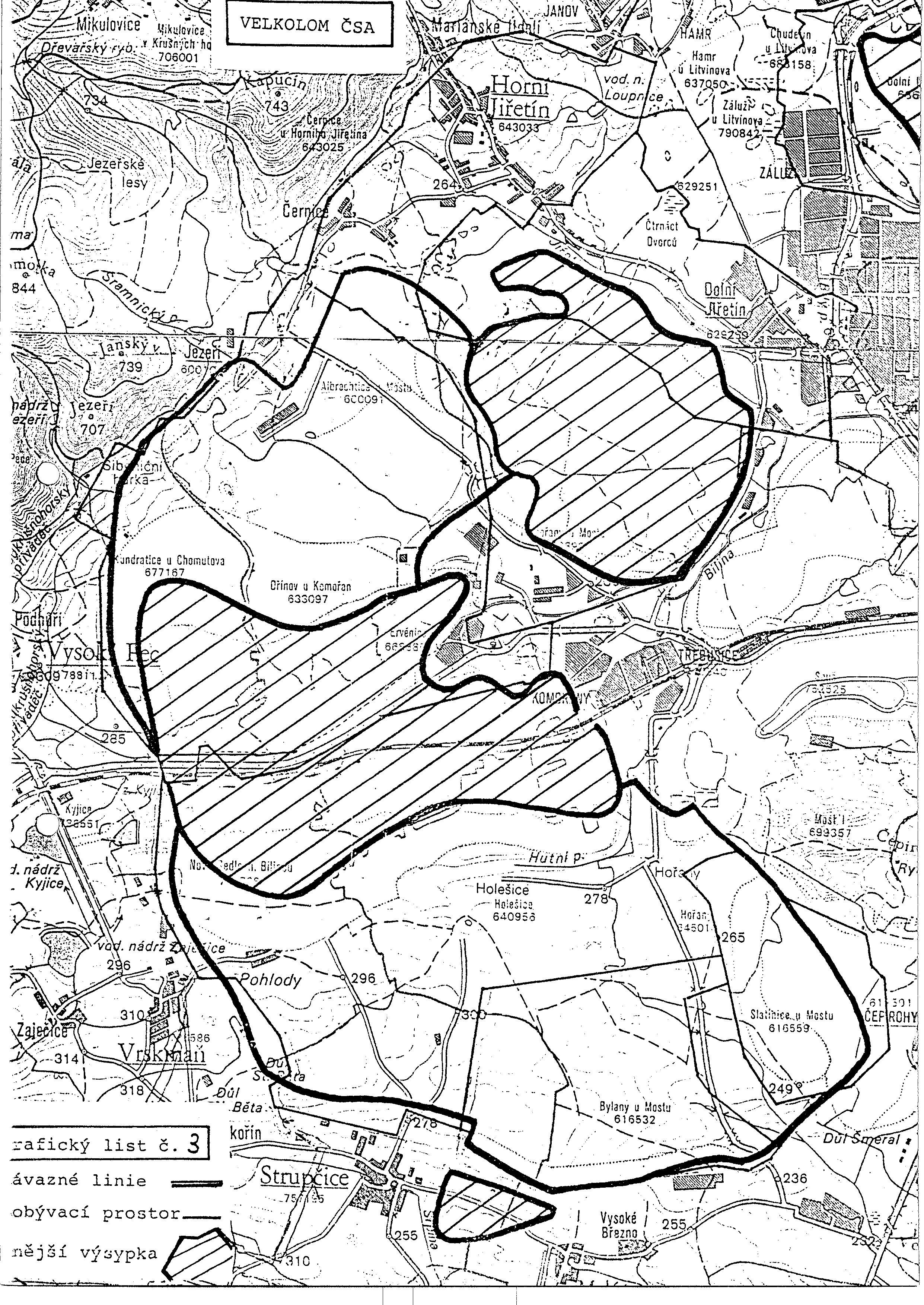
Limity na lomu Vršany

Lom Vršany leží západně od města Most v jihovýchodní části mostecko-chomutovské pánve, dobývá hnědouhelné ložisko vyvinuté ve slatinicko-bylanské oblasti Severočeské uhelné pánve. Uhelné souvrství klesající pod zemský povrch od kopce Ressl do hloubky 90 metrů je zde rozděleno do čtyř uhelných slojí. Lom Vršany navazuje na těžbu uhlí, která v minulosti probíhala na jihovýchod od Mostu v lomu Hrabák a v lomu Šmeral. Na západě a severu byl původně ohraničen lomem Jan Šverma, který se stal jeho součástí. Na východě byl ohraničen dobývacím prostorem Slatinice a na jihu hygienickým pásmem pěti set metrů od vesnic Malé Březno a Vysoké Březno. Slojové souvrství je v dobývacím prostoru Vršany charakteristické tím, že je tvořeno stavbou čtyř uhelných slojí, z nichž vrchní a spodní nejsou vyvinuty na celé ploše ložiska a mají proměnlivou mocnost.
První sloj vybíhá blízko k povrchu a je proto postižena oxidačním procesem.
Druhá sloj dosahuje až 20 metrů mocnosti a tvoří základ bilančních zásob, i když má u hlavy a paty nebilanční zásoby.
Třetí sloj má nestálejší bilanční mocnost i jakost.
Čtvrtá sloj je vytvořena ve východní části ložiska, kde je odštěpena od třetí sloje. Její mocnost i kvalita jsou velmi proměnlivé. Koncepce technického a technologického řešení těžby vychází z geologické situace a zásob těženého materiálu. Porubní fronty lomu postupují severním směrem, po dosažení severní hranice Holešického pole se postup otočí východním směrem přes energetický koridor do dobývacího prostoru Slatinice, kde při projektované těžbě deseti milionů tun uhlí ročně ukončí těžbu v roce 2035.
Z písčitých poloh pod druhou uhelnou lávkou v hloubce asi sto metrů pochází nálezy tzv. vršanských koulí. Jedná se o kulovité sulfidické konkrece s průměrem jeden až deset centimetrů. Vznikly vysrážením disulfidů železa markazitu a pyritu okolo jádra tvořeného zuhelnatělými úlomky rostlin a v místech nahromadění je patrné časté vzájemné srůstání jednotlivých konkrecí. Podobné nálezy pochází také z Lomu Bílina nebo Lomu Nástup – Tušimice.

## Těžba
Těžba v lomu Vršany probíhá v pěti smíšených řezech, z nichž první dva těží dvouřezovou technologií převážně odkliz a jen malé množství uhlí z první sloje. Třetí až pátý řez zajišťuje těžbu druhé, třetí a čtvrté sloje, které jsou odděleny malou mocností meziloží, převažuje zde uhlí.
Lom Vršany je koncipován pro těžbu velkostrojovou technologií. Na dobývací straně jsou zasazeny dva kolesové velkostroje KU 800, každé s výkonem 4800 m³/h a tři kolesové velkostroje KU 300.S, každé s výkonem 1200 m³/h. Na výsypkách jsou zasazeny dva zakladače ZP 6600, každý s výkonem 6600 m³/h a PVZ 2500 s výkonem 2500 m³/h. Přeprava hmot je zajišťována pásovými dopravníky z Transporty Chrudim šíře 1800 mm o rychlosti 5 m/s a šíře 1200 mm s rychlostí pásma 4,1 m/s. Zvláštností pro lokalitu Vršany je řešení uzlového centra pásové dopravy pomocí výsuvných hlav, které umožňují těžbu jakéhokoliv rypadla na kterýkoliv uhelný a nebo odklizový pásový dopravník a vytváří dokonalé podmínky pro mísení uhlí a ukládání skrývkových a odklizových zemin.

### Porušování zákona
Městský soud v Praze na základě žaloby občanského sdružení Kořeny zrušil povolení hornické činnosti na velkolomu z důvodu porušení zákona báňskými úřady, včetně ignorování závěrečného stanoviska EIA, ve kterém ministerstvo životního prostředí výslovně žádalo, aby vytěžené uhlí z lomu bylo přednostně nabízeno teplárnám vyrábějícím současně elektřinu a teplo.

### Výsypkové hospodářství
Lom měl od otvírky několik vnějších výsypek (Výsypka Čepirohy, Výsypka Malé Březno, Velebudická výsypka). Dnes je již většina výsypek rekultivována a zakládá se na vnitřní výsypku.

## Galerie

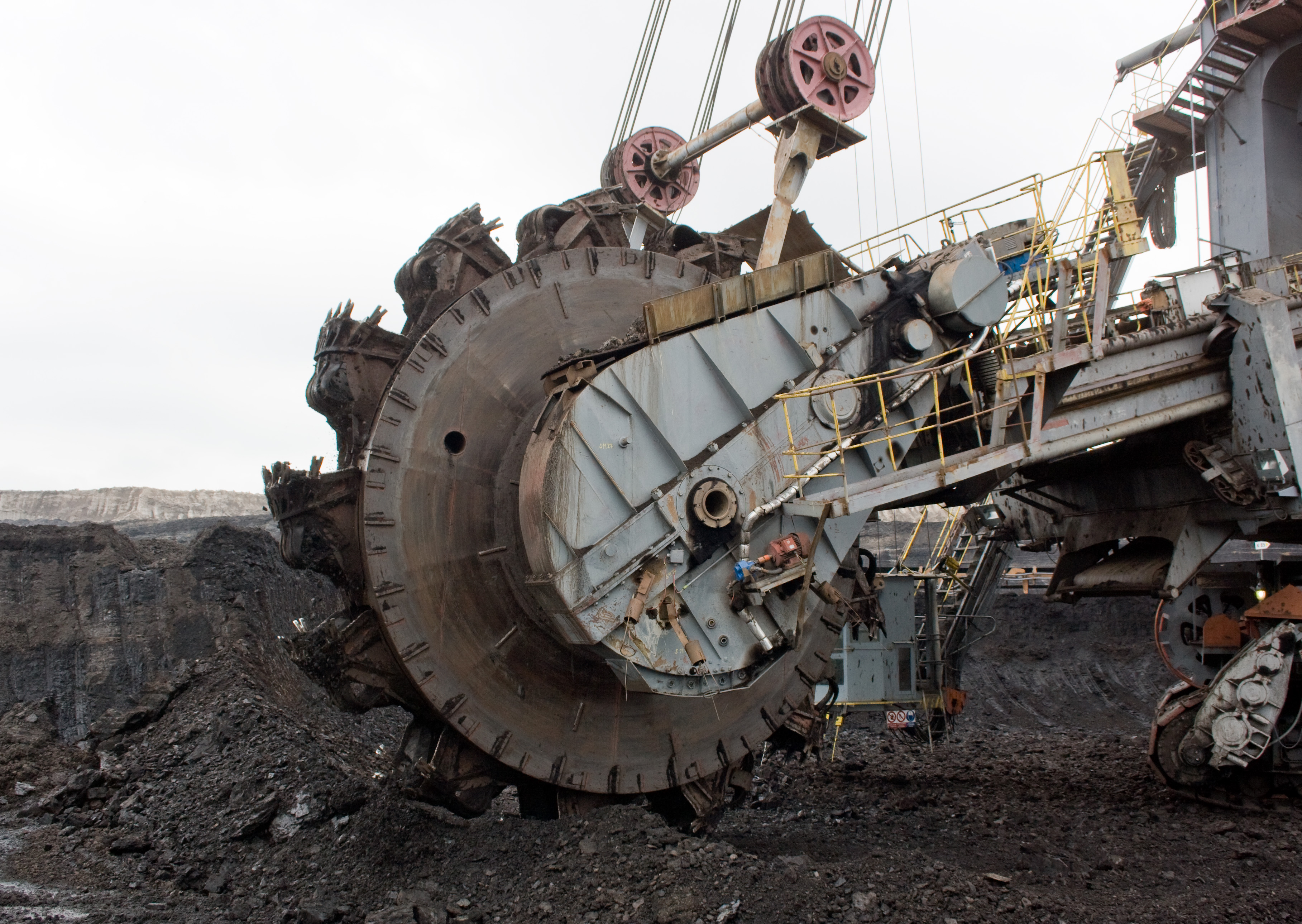
Kolesové rýpadlo KU300
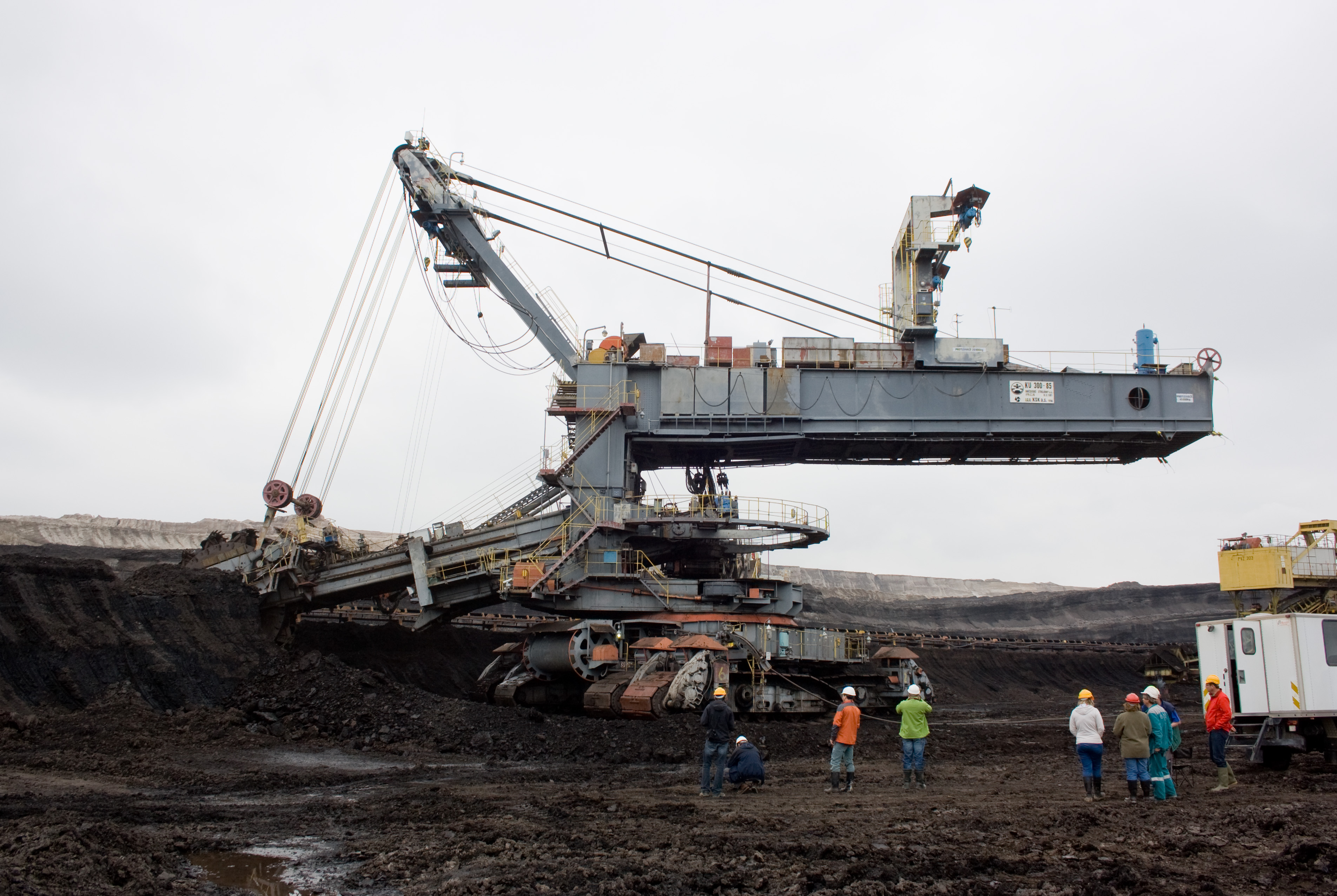
Kolesové rýpadlo KU300
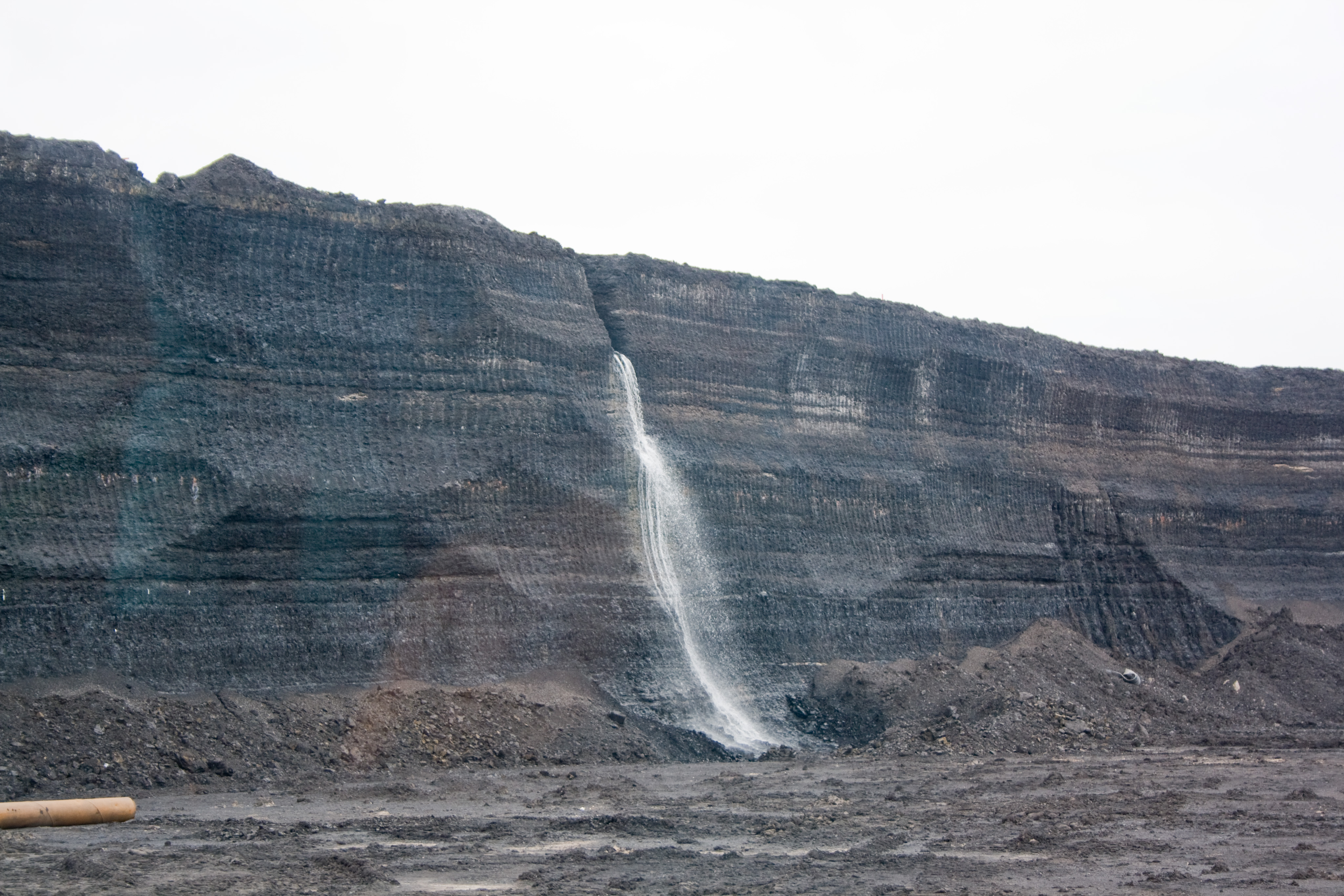
Stěna lomu
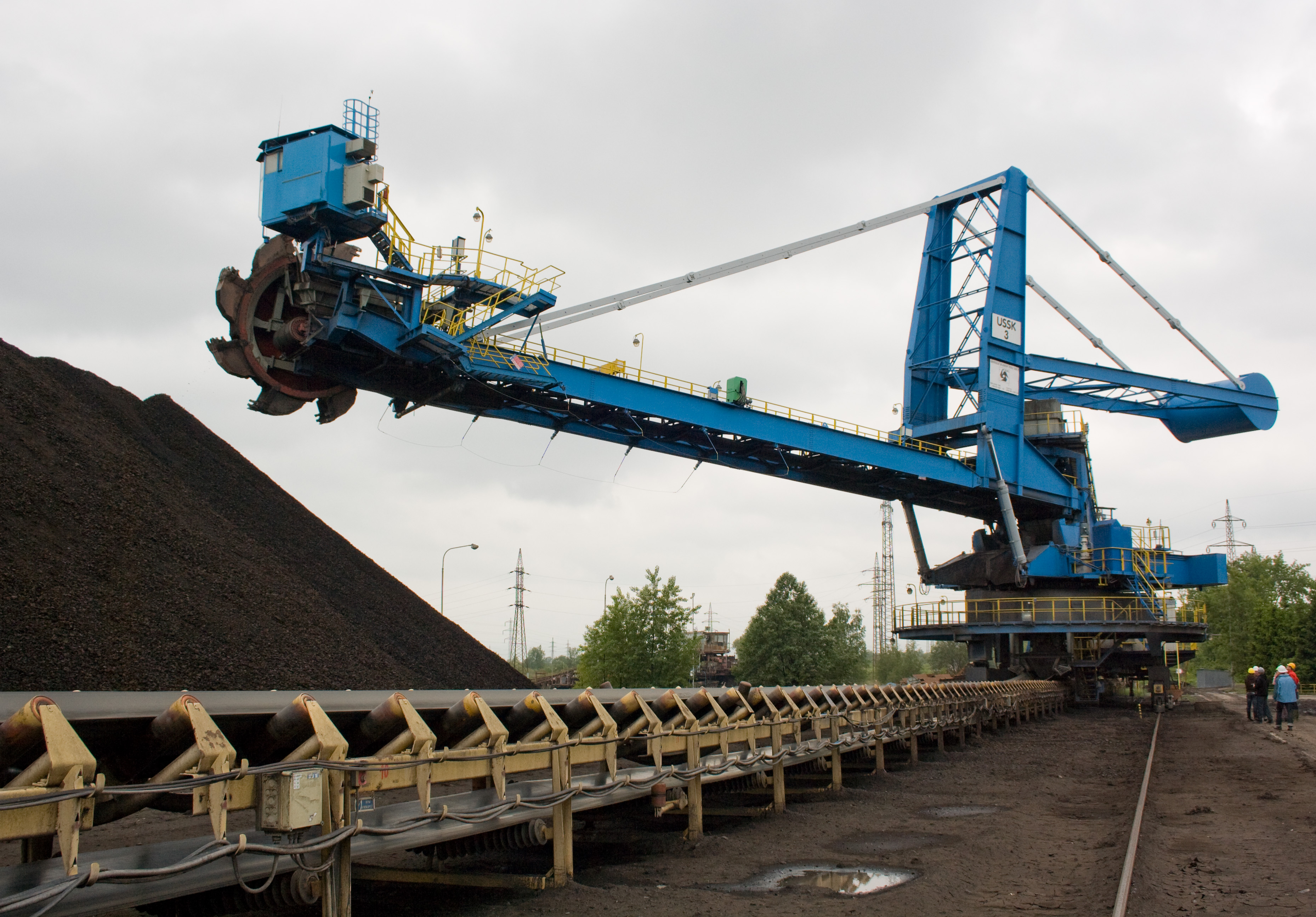
Skládkový stroj
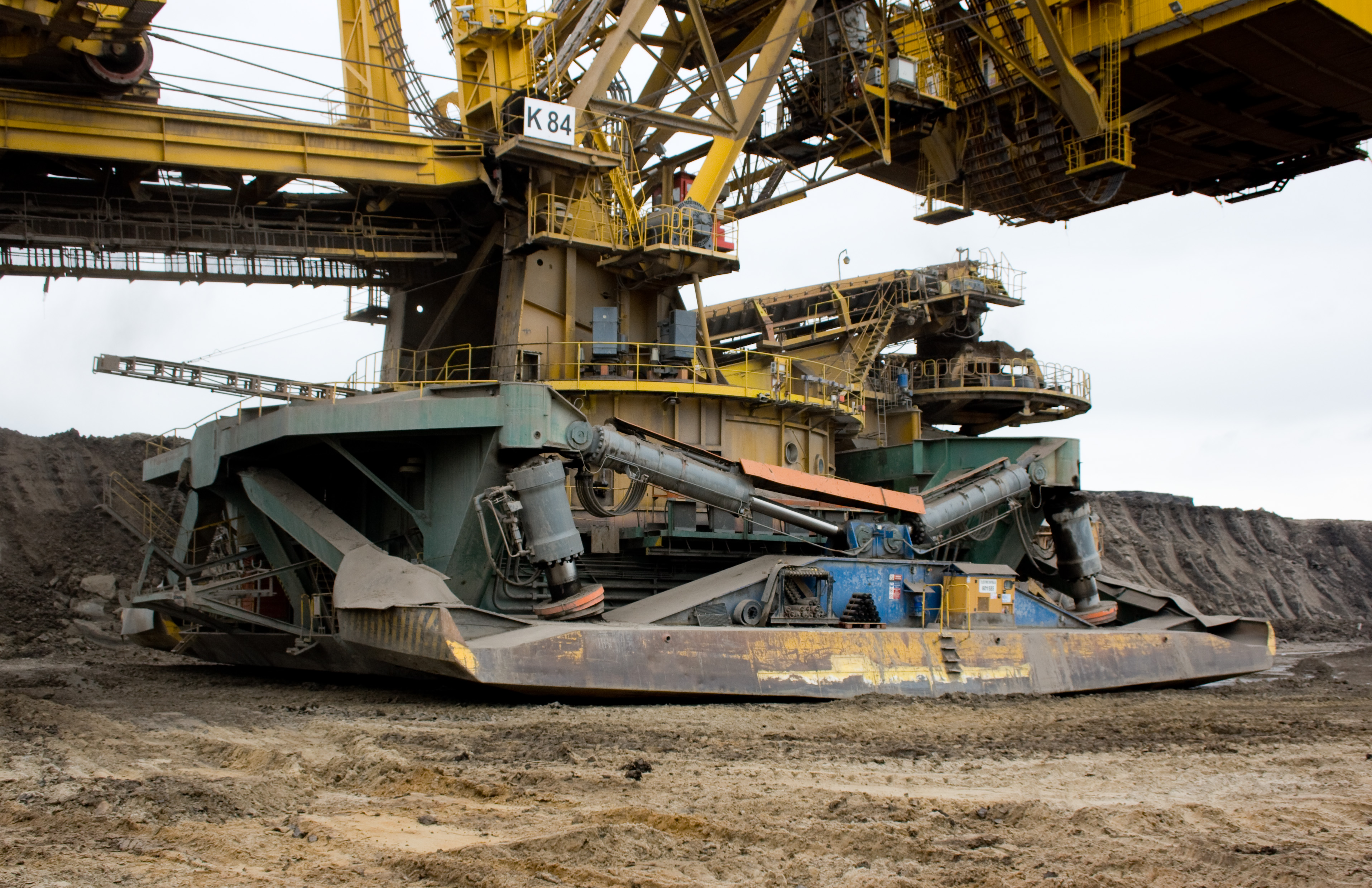
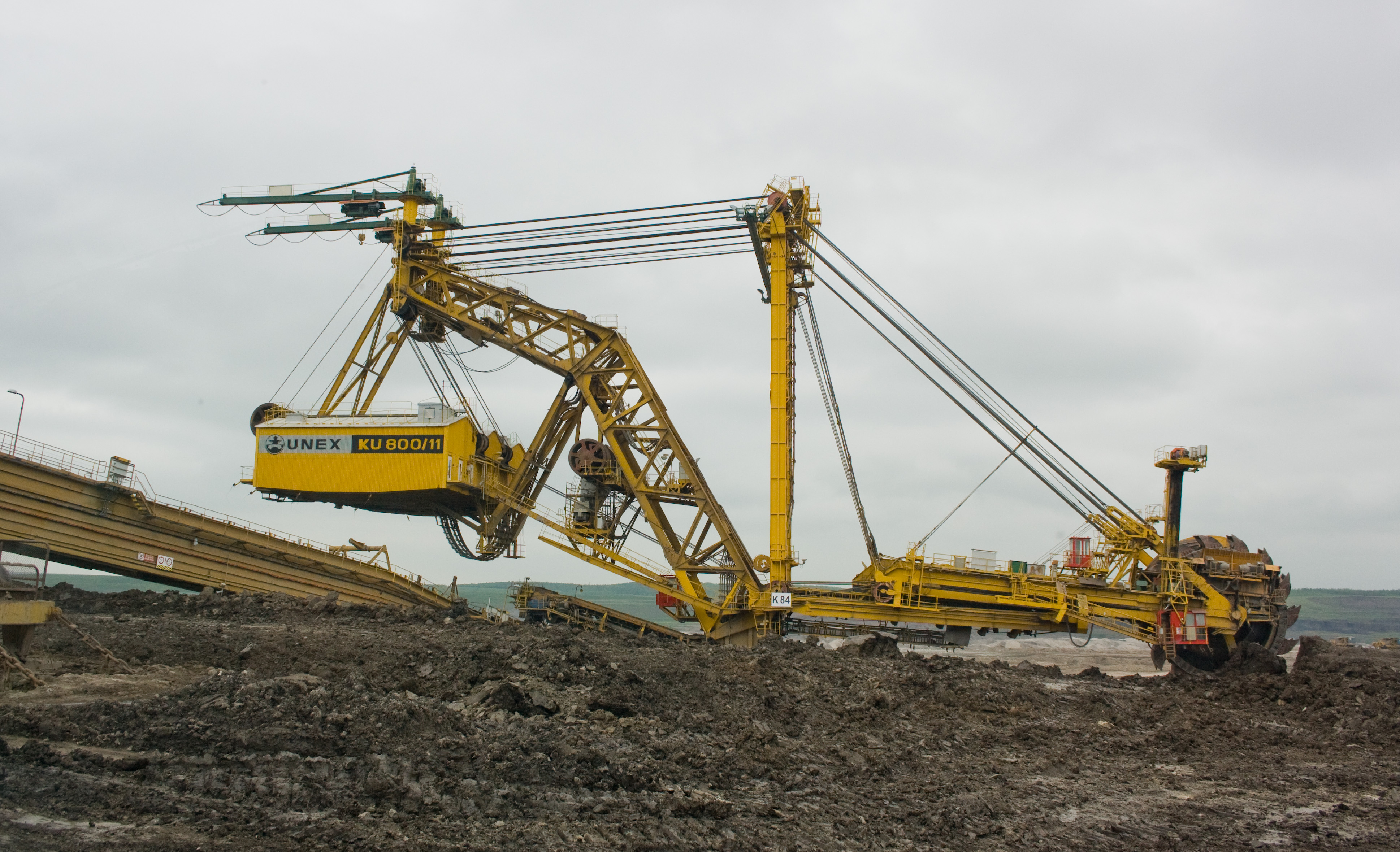
Kolesové rýpadlo KU800